# Olga-Steppenkerze
Die Olga-Steppenkerze (Eremurus olgae) ist eine Pflanzenart aus der Gattung Steppenkerzen (Eremurus) in der Unterfamilie der Affodillgewächse (Asphodeloideae).

## Merkmale
Die Olga-Steppenkerze ist eine ausdauernde krautige Pflanze, die Wuchshöhen von 70 bis 100 Zentimeter erreicht. Der Stängel ist kahl. Sie bildet Rhizome aus. Die Laubblätter sind kahl und 5 bis 10 (selten bis 15) Millimeter breit. 
Der Blütenstand ist 30 bis 50 Zentimeter lang, dicht und kegelig. Die Deckblätter sind meist kahl und aus ihrem breit dreieckigen Grund lang fadenförmig ausgezogen. Die Blütenstiele sind abstehend und (selten ab 16) 25 bis 70 Millimeter lang. Die Perigonblätter sind 12 bis 17 Millimeter lang, blassrosa, selten weiß und am Grund gelb.
Die Blütezeit liegt im Juni.
Die Chromosomenzahl beträgt 2n = 14.

## Vorkommen
Die Olga-Steppenkerze kommt im Nord-Iran, in Nord-Afghanistan und im Pamir-Alai in Hochgrasfluren sowie Wacholder- und Dornen-Gebüsch auf steinigen und feinerdereichen Hängen in Höhenlagen von (selten bereits ab 500) 800 bis 2700 Meter vor.

## Nutzung
Die Olga-Steppenkerze wird selten als Zierpflanze genutzt. Sie ist seit spätestens 1873 in Kultur.

## Belege
- Eckehart J. Jäger, Friedrich Ebel, Peter Hanelt, Gerd K. Müller (Hrsg.): Rothmaler - Exkursionsflora von Deutschland. Band 5: Krautige Zier- und Nutzpflanzen. Spektrum Akademischer Verlag, Berlin Heidelberg 2008, ISBN 978-3-8274-0918-8, S. 730.